# Зникнення Фредеріка Валентіча
Зни́кнення Фредері́ка Вале́нтіча — подія, що відбулася 21 жовтня 1978 року і пов'язана з нез'ясовним зникненням дев'ятнадцятирічного пілота літака Cessna 182L під час його польоту над Бассовою протокою в Австралії. Вважається одним з найбільш добре вивчених і документованих загадкових інцидентів такого роду.

## Фредерік Валентіч

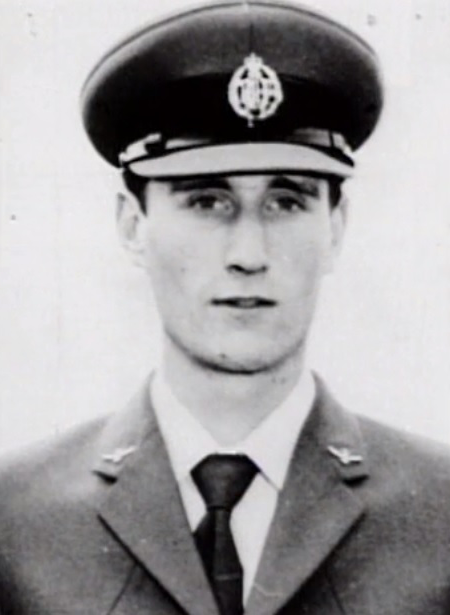
Фредерік Валентіч

Фредерік Валентіч народився 9 червня 1958 року в Мельбурні. Він жив в будинку з батьками та трьома братами і сестрами в Ейвондейл Хайтс, передмісті Мельбурна, й під час зникнення був помічником в магазині розпродажу військового надлишку в Моонее Пондс. Фредерік вчився у вищій школі Keilor Heights в східному Кейлорі аж до 10 років, пізніше продовжив навчання в приватному коледжі.
Він двічі йшов на службу у ВПС Австралії, але не був прийнятий через брак освітньої кваліфікації. Вирішивши зробити кар'єру в авіації, став членом Air Training Corps. Отримав ліцензію пілота-стажера 24 лютого 1977 року, а власне ліцензію пілота — у вересні. Валентіч навчався неповний робочий день, щоб стати комерційним пілотом, але мав погані досягнення для цього. Провалив два з п'яти екзаменаційних предметів для комерційної ліцензії, наступного місяця провалив ще три. Був учасником кількох інцидентів, залетівши в зону, контрольовану Сіднеєм, за що отримав попередження, і двічі навмисно залітав у хмари.
За словами Гвідо Валентіча, батька Фредеріка, сам Фредерік захоплювався уфологією й вірив у «прихід НЛО». На момент свого зникнення Валентіч був пілотом 4-го класу зі 150 годинами льотної практики.

## Передісторія
Перед своїм останнім польотом він сказав членам своєї сім'ї, своїй дівчині та іншим знайомим, що збирається летіти на острів Кінг і взяти там вантаж лангустів (при цьому офіційно мета польоту була заявлена як «взяти пасажирів на острові і повернутися з ними в Мураббін»). Після його зникнення з'ясувалося, що на острові взагалі не було потенційних пасажирів до Мураббіна, і вантаж лангустів там також ніхто не замовляв.

## Подія

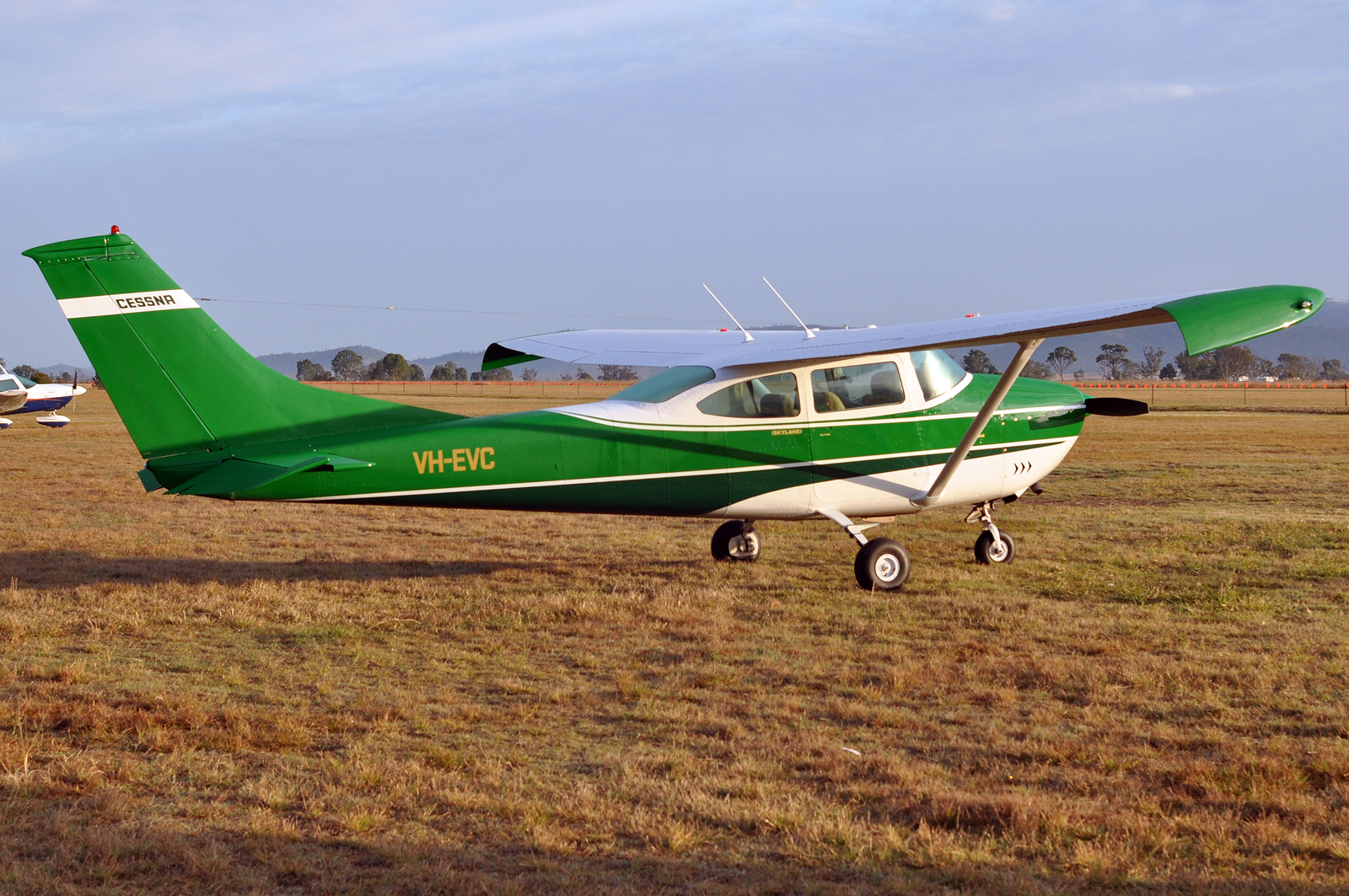
Cessna 182L

### Хід подій
Літак був дозаправлений і готовий до польоту о 18:10, пізніше, о 18:19, покинув аеропорт Мураббін. Маршрут становив приблизно 235 кілометрів до острова Кінг. Погодні умови були чудовими, сонячно, легкий вітер. Захід сонця очікували тільки о 19:18. Приблизний час прибуття на острів — 19:33. На борту літака було чотири рятувальних жилети й радіомаяк, а сам літак у разі падіння в море міг залишатися на плаву щонайменше кілька хвилин. О 19:00 Фредерік відзвітував мису Отвей. Наступна передача почалася о 19:06:14 з повідомлення про невідомий літак. Закінчилася останнім висловом Фредеріка «Це не літак!» о 19:12:45.

### Пошуково-рятувальні роботи
Тривога була піднята відразу ж після того, як зв'язок з літаком перервався о 19:12. Після того, як Валентіч не прибув в аеропорт Кінг-Айленд в призначений час, були розпочаті пошукові роботи як в повітрі, так і на морі, які тривали до 25 жовтня. Неподалік від передбачуваного місця інциденту була знайдена масляна пляма на воді. Втім, аналізи показали, що вона не була авіаційним паливом. Ніяких залишків літака й Валентіча так і не було знайдено.

### Розшифровка переговорів Валентіча з диспетчером
Довідка: Наступний текст є перекладом оригінального документу з яким ви можете ознайомиться по даними посиланнями: підсумковий звіт департаменту розшуку повітряного транспорту стр. 1, стр.2, стр.3. Для полегшення сприйняття тексту також були додані незначні правки. VH-DSJ розшифровується як Vehicle Heading-Delta Sierra Juliett, де DSJ позивний Фредеріка, а FSU — Flight Serveces Unit, служба керування польоту в Мельбурні.
| ЧАС      |  | МОВЕЦЬ |  | ТЕКСТ |
| -------- |  | ------ |  | --- |
| 19:06:14 |  | VH-DSJ |  | Мельбурн, це DSJ. Що-небудь відомо про трафік нижче 5000 футів? |
| 19:06:23 |  | FSU    |  | DSJ, ніякого відомого нам трафіку. |
| 19:06:26 |  | VH-DSJ |  | Мені здається, що пролітає великий літак нижче 5000 футів. |
| 19:06:46 |  | FSU    |  | DSJ, якого типу цей літак? |
| 19:06:50 |  | VH-DSJ |  | Я не можу стверджувати, там 4 яскраві точки, схожі на посадкові вогні. |
| 19:07:04 |  | FSU    |  | DSJ? |
| 19:07:32 |  | VH-DSJ |  | Мельбурн, це DSJ, літак тільки що пролетів над...наді мною, як мінімум на тисячу футів вище. |
| 19:07:43 |  | FSU    |  | DSJ, вас зрозумів. І це великий літак, точно? |
| 19:07:47 |  | VH-DSJ |  | Е-е...не знаю, важко сказати через швидкість, з якою він пересувається. Чи є якась військова авіація поблизу? |
| 19:07:57 |  | FSU    |  | DSJ, нічого невідомо ні про які літаках в межах видимості. |
| 19:08:18 |  | VH-DSJ |  | Мельбурн, тепер він наближається до мене зі східного боку. |
| 19:08:28 |  | FSU    |  | DSJ? |
| 19:08:42 |  | VH-DSJ |  | [Мікрофон залишається ввімкненим 2 секунди] |
| 19:08:49 |  | VH-DSJ |  | Мені здається, він грає в якусь гру зі мною, він пролетів наді мною два...три рази зі швидкостями, які я не можу визначити. |
| 19:09:02 |  | FSU    |  | DSJ, вас зрозумів, яка ваша висота на даний момент? |
| 19:09:06 |  | VH-DSJ |  | Мій ешелон - 4500, чотири-п'ять-нуль-нуль. |
| 19:09:11 |  | FSU    |  | DSJ, і ви підтверджуєте, що не можете визначити тип літака? |
| 19:09:14 |  | VH-DSJ |  | Саме так. |
| 19:09:18 |  | FSU    |  | DSJ, зрозумів вас, залишайтеся на зв'язку. |
| 19:09:28 |  | VH-DSJ |  | Мельбурн, DSJ, це не літак, це... [Мікрофон залишається ввімкненим 2 секунди] |
| 19:09:46 |  | FSU    |  | DSJ, ви можете описати це, еее... повітряне судно? |
| 19:09:52 |  | VH-DSJ |  | Коли він пролітає, він здається довгим... [Мікрофон залишається ввімкненим 3 секунди] Не можу сказати більше, тому що він на такій швидкості. [Мікрофон залишається ввімкненим 3 секунди] Він переді мною прямо зараз. Мельбурн? |
| 19:10:07 |  | FSU    |  | DSJ, зрозумів вас, і наскільки великий цей, еее ... об'єкт? |
| 19:10:20 |  | VH-DSJ |  | Мельбурн, схоже, що він переслідує мене. Що я зараз роблю — рухаюся по колу, і цей об'єкт теж кружляє наді мною. У нього зелене світло і щось типу металевої поверхні, вона вся блискуча.                                        |
| 19:10:43 |  | FSU    |  | DSJ? |
| 19:10:48 |  | VH-DSJ |  | [Мікрофон залишається ввімкненим 3 секунди] Він тільки що зник. |
| 19:10:57 |  | FSU    |  | DSJ? |
| 19:11:03 |  | VH-DSJ |  | Мельбурн, що-небудь відомо про те, який літак я бачив? Це щось типу військового літака? |
| 19:11:08 |  | FSU    |  | DSJ, підтвердіть, що, еее... літак тільки що зник. |
| 19:11:14 |  | VH-DSJ |  | Повторіть. |
| 19:11:17 |  | FSU    |  | DSJ, цей літак все ще поряд з вами? |
| 19:11:23 |  | VH-DSJ |  | Він, хм... [Мікрофон залишається ввімкненим 2 секунди] зараз наближається з південного заходу. |
| 19:11:37 |  | FSU    |  | DSJ? |
| 19:11:52 |  | VH-DSJ |  | Двигун на грубому холостому ходу, я набрав висоту 2324, і справа в тому, що... (Кашляє). |
| 19:12:04 |  | FSU    |  | DSJ, вас зрозумів, які ваші наміри? |
| 19:12:09 |  | VH-DSJ |  | Мої наміри? (Кашляє) Летіти на Кінг. (Кашляє) Мельбурн? Цей дивний літак знову ширяє наді мною [Мікрофон залишається ввімкненим 2 секунди]. Він висить, і... [Мікрофон залишається ввімкненим 1 секунду] це не літак.            |
| 19:12:22 |  | FSU    |  | DSJ? |
| 19:12:28 |  | VH-DSJ |  | [Мікрофон залишається ввімкненим 17 секунд] |
| 19:12:49 |  | FSU    |  | DSJ, говорить Мельбурн. |

Найбільш загадковим в цих перемовах були останні 17 секунд, коли були чутні «звуки скреготу металу». За деякими свідченнями, це може бути звук НЛО, що поглинав літак Фредеріка Валентіча. При уповільненні та очищенні звукозапису, за ствердженнями A.U.F.O.A, можна почути людський голос, можливо Фредеріка, що каже «Мельбурн». За поясненнями A.U.F.O.A, такий звук можна отримати при зануренні мікрофону у воду.
Одна з копій запису переговорів Валентіча з диспетчером УПР Стівом Робі була направлена в RMIT, інша — незалежному досліднику Полу Норману, який потім переслав її в США доктору Річарду Хейнсу, професору університету штату Каліфорнія в Сан-Хосе і колишньому досліднику в NASA ARC. Згідно Хейнса, останні 17 секунд запису складалися з 36 сплесків шуму з досить чітко помітними межами початку і кінця, але без будь-яких помітних закономірностей за часом або частотою. Походження шуму так і залишилося нез'ясованим.

## Висновок
Двотижневе розслідування інциденту не змогло встановити його причини та точні обставини трагедії, але було встановлено, що інцидент «виявився фатальним для Валентіча». Розшифровки переговорів Валентіча з диспетчером були опубліковані 27 квітня 1982 року. Всі матеріали справи (315 сторінок + 217 сторінок звітів від пошуково-рятувальних груп на морі) були відкриті для вільного доступу в 2012 році.